# Saint-Pierre-de-Juillers
Saint-Pierre-de-Juillers è un comune francese di 367 abitanti situato nel dipartimento della Charente Marittima nella regione della Nuova Aquitania.

## Società

### Evoluzione demografica
Abitanti censiti